# Paul Martini (Eiskunstläufer)
Paul Lloyd Martini (* 2. November 1960 in Weston, Ontario) ist ein ehemaliger kanadischer Eiskunstläufer, der im Paarlauf startete.
Seine Partnerin war Barbara Underhill. Mit ihr wurde er 1978 Juniorenweltmeister. In den Jahren 1979 bis 1983 gewannen sie die kanadischen Meisterschaften. Ihr Weltmeisterschaftsdebüt hatten sie 1979 und beendeten es auf dem elften Platz. Ihr erster Medaillengewinn gelang ihnen bei ihrer fünften Weltmeisterschaftsteilnahme 1983 in Helsinki. Dort gewannen sie die Bronzemedaille hinter Jelena Walowa und Oleg Wassiljew aus der Sowjetunion sowie Sabine Baeß und Tassilo Thierbach aus der DDR. Ihren größten Erfolg feierten Martini und Underhill ein Jahr später bei der Weltmeisterschaft im heimischen Ottawa mit dem Gewinn der Goldmedaille. Es war der erste WM-Titel für ein kanadisches Paar seit Maria und Otto Jelinek 1962. Daraufhin beendeten sie ihre Amateurkarriere.
Martini und Underhill bestritten zwei Olympische Winterspiele, konnten aber keine Medaille erringen. 1980 in Lake Placid wurden sie Neunte und 1984 in Sarajevo belegten sie den siebten Platz.
Bei den Profis errangen Martini und Underhill unter anderem 7× den Sieg bei den World Professional Championships, 2× den Sieg bei den US Open und 2× den Sieg bei den Legends Championships.
Insgesamt gewannen sie in ihrer 21 Jahre andauernden gemeinsamen Profikarriere 26 Gold-, 4 Silber- und 5 Bronzemedaillen.
Im April 1998 beendeten sie ihre gemeinsame Laufbahn mit einer Abschiedsshow, bei der viele berühmte Eiskunstläuferinnen- und Läufer zu Gast waren.

## Ergebnisse

### Paarlauf
(mit Barbara Underhill)
| Wettbewerb / Jahr           | 1978 | 1979 | 1980 | 1981 | 1982 | 1983 | 1984 |
| --------------------------- | ---- | ---- | ---- | ---- | ---- | ---- | ---- |
| Olympische Winterspiele     |      |      | 9.   |      |      |      | 7.   |
| Weltmeisterschaften         |      | 11.  | 11.  | 7.   | 4.   | 3.   | 1.   |
| Juniorenweltmeisterschaften | 1.   |      |      |      |      |      |      |
| Kanadische Meisterschaften  | 1. J | 1.   | 1.   | 1.   | 1.   | 1.   |      |

- J = Junioren